# Helle Tuxen
Helle Tuxen (* 4. September 2001 in Tananger) ist eine norwegische Wasserspringerin.

## Leben
2018 erhielt sie ein Stipendium in der Höhe von 50'000 NOK der SpareBank 1 SR-Bank. Seit 2020 studiert Tuxen an der Louisiana State University und ist Mitglied der LSU Tigers. Tuxen hat drei  Schwestern, wovon eine die norwegische Wasserspringerin Anne Vilde Tuxen ist.

## Karriere
Bei den European Junior Diving Championships 2016 gewann Tuxen Silber und Bronze. Im selben Jahr gewann sie bei der FINA Diving World Series Silber und Bronze. Bei der FINA Diving World Series 2019 gewann Tuxen Silber.